# Dubno (Eslováquia)
Dubno é um município da Eslováquia, situado no distrito de Rimavská Sobota, na região de Banská Bystrica. Tem 3,61 km² de área e sua população em 2018 foi estimada em 157 habitantes.

## Demografia
| Ano:        | 1994 | 2004    | 2014    | 2024    |
| ----------- | ---- | ------- | ------- | ------- |
| Broj ljudi: | 164  | 138     | 170     | 140     |
| Razlika:    |      | -15,85% | +23,18% | -17,64% |

| Ano:               | 2023 | 2024   |
| ------------------ | ---- | ------ |
| Número de pessoas: | 148  | 140    |
| Diferença:         |      | -5,40% |